# Direktivum
Direktiva oder Direktive Sprechakte sind Sprechakte, bei denen der Sprecher oder Urheber einer Äußerung Forderungen/Abweisungen/Wünsche an seinen Gesprächspartner stellt (z. B. "Gib mir das Salz!") oder auch eine Frage stellt, da diese zu einer Antwort auffordern.

## Belege
1. ↑  Dagobert Höllein: Präpositionalobjekt vs. Adverbial: Die semantischen Rollen der Präpositionalobjekte. In: Präpositionalobjekt vs. Adverbial. De Gruyter, 2019, ISBN 978-3-11-062830-2, S. 111, doi:10.1515/9783110628302 (degruyterbrill.com [abgerufen am 3. April 2025]).